# 三寨谷古代造纸遗址
三寨谷明代造纸遗址，位于中国广东省惠州市龙门县永汉镇三坑，为龙门县的一个县级文物保护单位，类型为古遗址，公布时间为2005年11月11日。
造纸遗址的历史年代为明代。